# Hanadi Zakaria al-Hindi
Hanadi Zakaria al-Hindi (en arabe : هنادي زكريا الهندي) est une aviatrice saoudienne. Elle est la première femme d'Arabie saoudite à devenir pilote,.

## Biographie

### Enfance et formations
Hanadi Zakaria al-Hindi est née à La Mecque en septembre 1978. Elle fréquente l'Académie du Moyen-Orient pour l'aviation commerciale à Amman où ses examens finaux le 15 juin 2005,.

### Carrière
Après son diplôme, elle obtient un contrat de dix ans avec la Kingdom Holding Company du prince Al-Waleed bin Talal en tant que pilote de son jet privé, le Kingdom. Al-Waleed est considéré comme un partisan de l'émancipation des femmes dans le monde saoudien, il a financé sa formation et a déclaré lors de la remise de son diplôme qu'il  soutient pleinement les femmes saoudiennes travaillant dans tous les domaines[réf. nécessaire]. Al-Hindi a obtenu la certification pour voler en Arabie saoudite en 2014,.